# بني الحكم
قرية بني الحكم هي إحدى القرى التابعة لمركز سمالوط بمحافظة المنيا في جمهورية مصر العربية. حسب إحصاءات سنة 2006، بلغ إجمالي السكان في بني الحكم 3620 نسمة، منهم 1870 رجلا و1750 امرأة.